# Tinamú bigarrat
El tinamú bigarrat (Crypturellus variegatus) és una espècie d'ocell de la família dels tinàmids (Tinamidae) que viu a la selva humida i altres ambients boscosos, des del sud-est de Colòmbia, sud de Veneçuela i Guaiana, cap al sud, a través de l'est de l'Equador i del Perú fins al nord de Bolívia, el Brasil amazònic i el bosc costaner oriental de Brasil.